# Suore dell'Ordine di San Basilio Magno

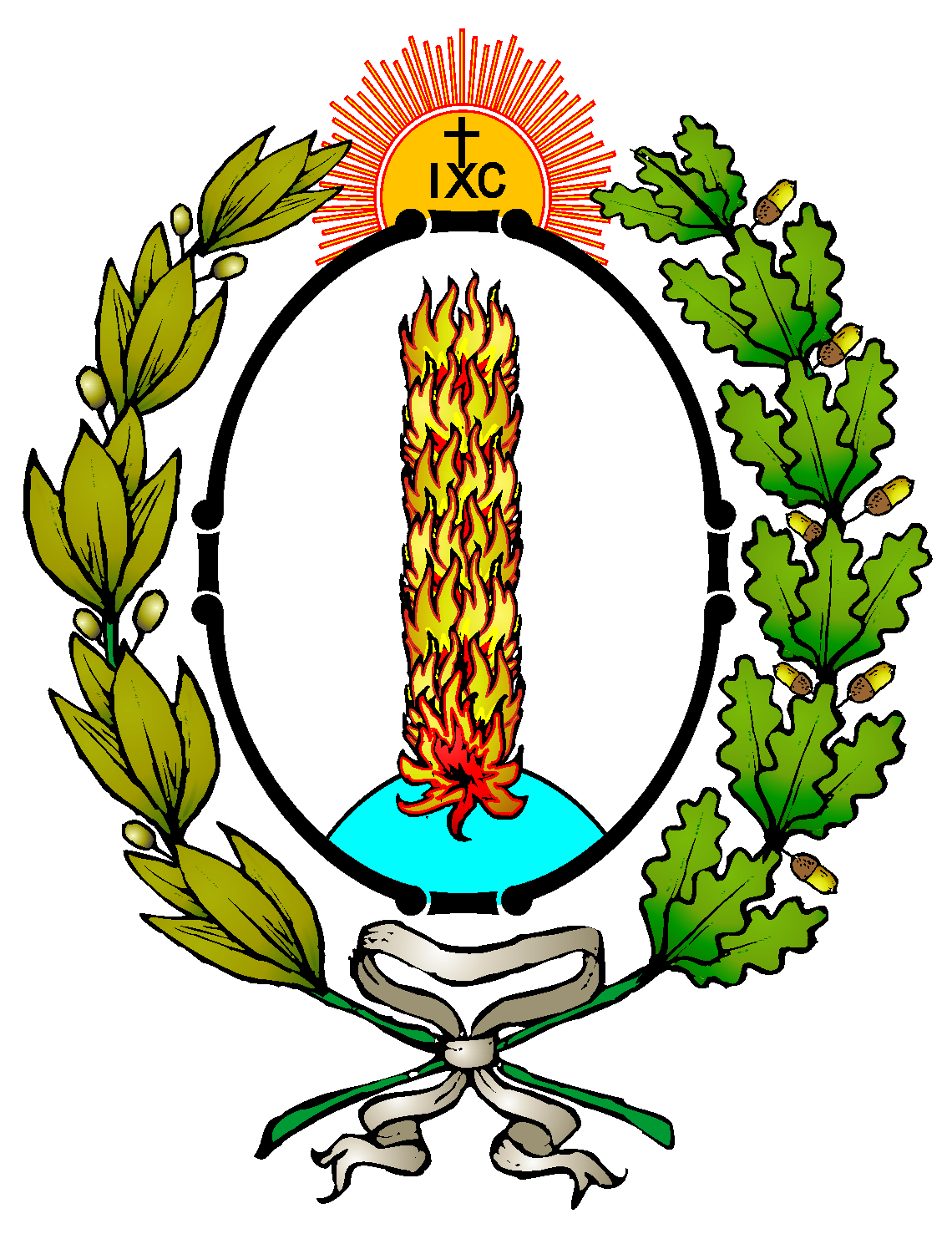
Stemma dell'Ordine Basiliano

Le Suore dell'Ordine di San Basilio Magno, dette Basiliane, sono un istituto religioso femminile di diritto pontificio: le suore di questa congregazione pospongono al loro nome la sigla O.S.B.M.

## Storia
La congregazione costituisce il ramo femminile dell'Ordine di San Basilio Magno: le sue origini vengono fatte risalire al IV secolo, quando san Basilio e sua sorella Macrina fondarono un monastero femminile.
Dopo il battesimo di Vladimiro il Grande (988) sorsero nei suoi domini numerosi monasteri femminili (come quello di Sant'Irene, fondato da Jaroslav il Saggio attorno al 1037, o quello del Santissimo Salvatore, istituito a Polock da sant'Eufrosina): dopo la riunificazione della Chiesa ruteno-ucraina a quella di Roma (1646) anche questi monasteri aderirono al cattolicesimo e nel sinodo di Zamość del 1720 vennero stabilite regole uniformi per tutte le comunità femminili basiliane d'Ucraina e Bielorussia.
Dopo la spartizione dello stato polacco-lituano quasi tutti i monasteri vennero secolarizzati e le religiose disperse (nel XIX secolo rimanevano solo due monasteri: quello di Slovita, fondato nel 1581, e quello di Javorov, sorto nel 1621).
Nel 1909 il metropolita Andrej Šeptyc'kyj diede alle basiliane delle nuove costituzioni e diede impulso alla loro diffusione in Galizia, Ucraina, Iugoslavia, Cecoslovacchia e Ungheria; nel 1911 le basiliane, per l'apostolato presso gli emigrati ucraini, si stabilirono negli Stati Uniti d'America ed ebbero un grande sviluppo (si organizzarono in due province, di Filadelfia e di Pittsburgh); altre case sorsero in Argentina (1939), Brasile e Australia.
Con l'invasione sovietica tutte le case dell'Europa orientale vennero soppresse (sopravvissero solo sei case in Jugoslavia e tre di nuova fondazione in Polonia).
La congregazione per le Chiese Orientali, con decreto del 2 giugno 1951, riunì tutte le comunità femminili basiliane in un istituto di diritto pontificio.

## Attività e diffusione
Le suore basiliane si dedicano principalmente all'insegnamento e alla direzione di collegi.
Sono presenti in Italia, nell'Europa centro-orientale (Croazia, Polonia, Romania, Slovacchia, Ucraina, Ungheria), nelle Americhe (Argentina, Brasile, Stati Uniti d'America) e in Australia; la sede generalizia è a Roma.
Alla fine del 2008 la congregazione contava 612 religiose in 81 case.